# Zum Guten Hirten (Grünheide)

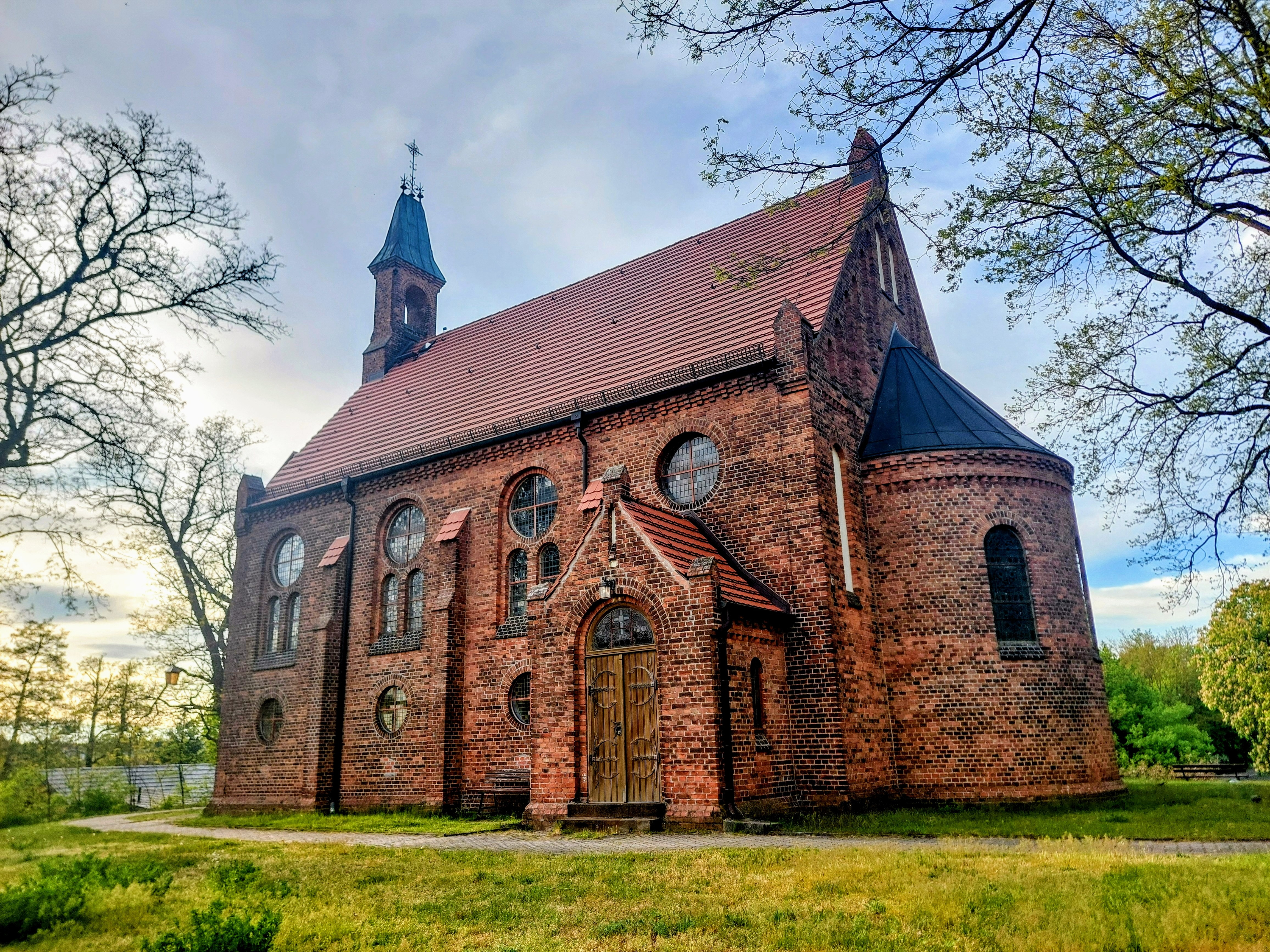
Kirche „Zum Guten Hirten“ in Grünheide (Mark), Nordostansicht mit Apsis

Die evangelische Kirche Zum Guten Hirten ist eine neuromanische Saalkirche in Grünheide (Mark), einer Gemeinde im Landkreis Oder-Spree im Land Brandenburg. Die Kirchengemeinde gehört zum Kirchenkreis Oderland-Spree der Evangelischen Kirche Berlin-Brandenburg-schlesische Oberlausitz. Das Patrozinium wurde nach der Selbstbezeichnung Jesus Christus als der Gute Hirte gewählt. Die offizielle Bezeichnung in der Landesdenkmalliste lautet: Kirche „Zum Guten Hirten“ mit benachbarter Grabanlage und Nonnenglocke auf dem Waldfriedhof.

## Lage
Die Kirche befindet sich auf einem nicht eingefriedeten Grundstück auf der Anhöhe Kellerberg an der Westseite der Landstraße 23, die als Karl-Marx-Straße von Norden kommend über die Löcknitz und in südlicher Richtung aus dem Ort hinausführt. Südwestlich dieser Querung befindet sich der Werlsee, südöstlich der Peetzsee. 

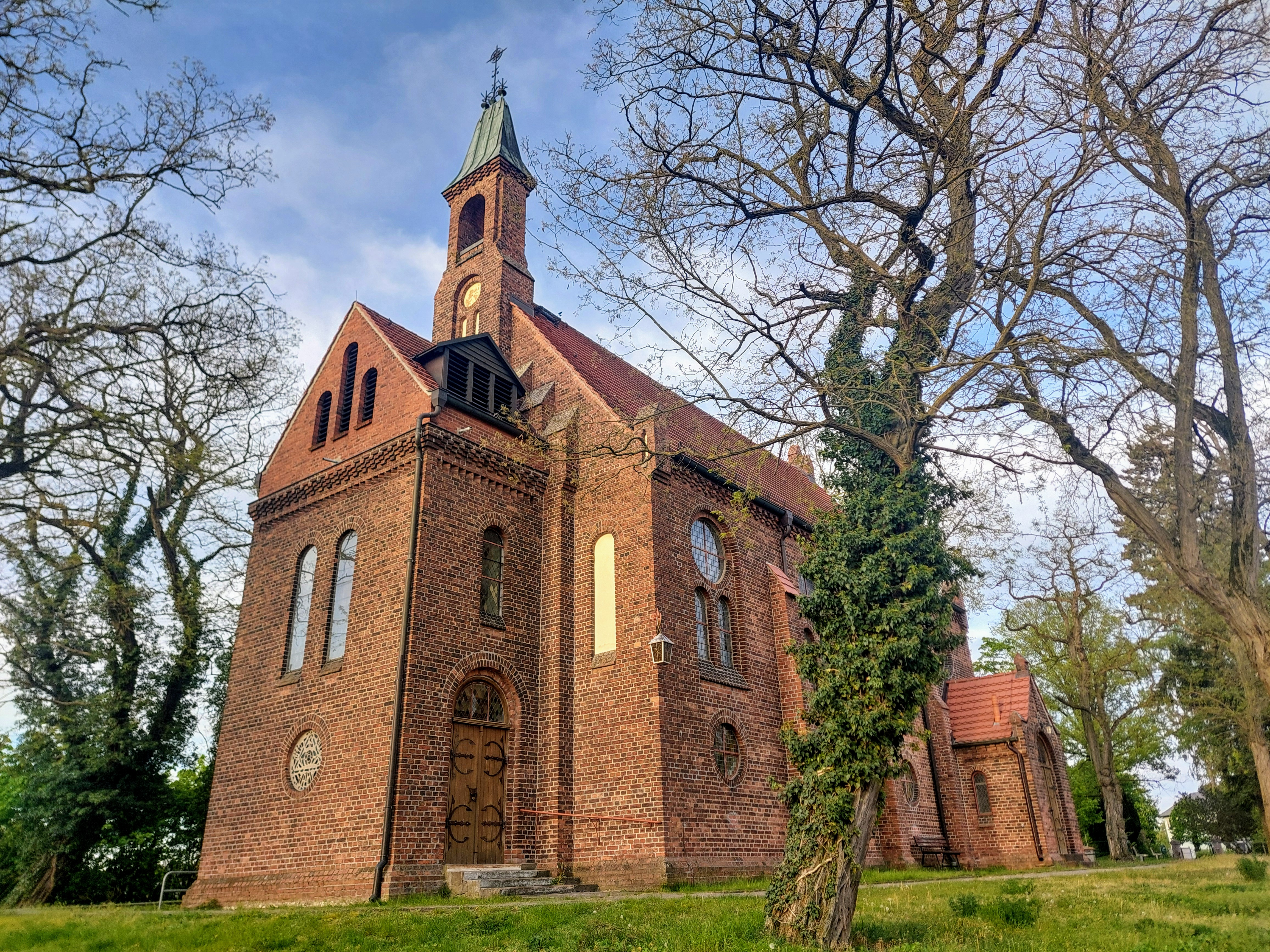
Südwestansicht mit Vorhalle

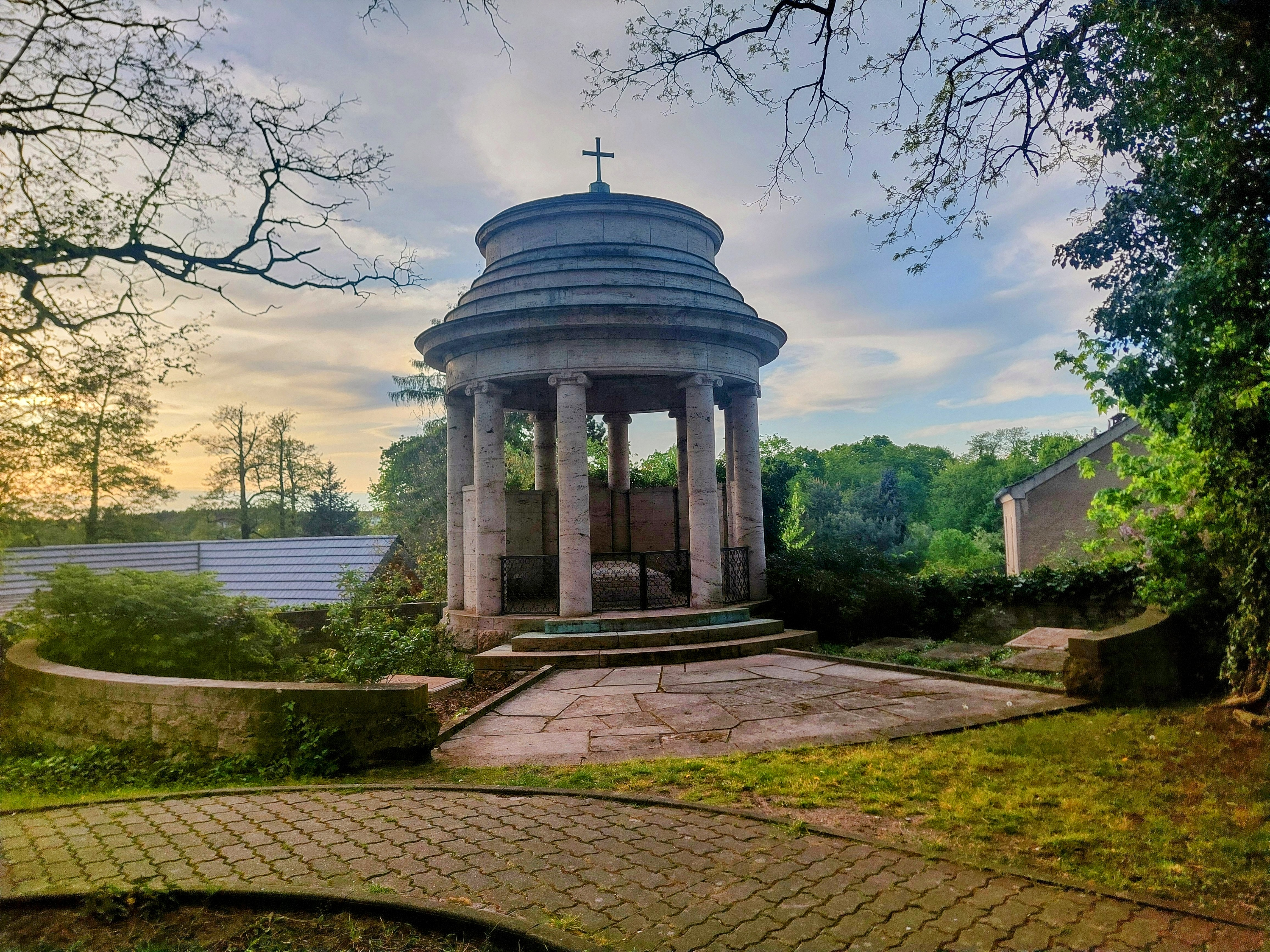
Mausoleum der Familie Teich

## Geschichte
Das Bauwerk entstand in den Jahren 1891/1892 nach einem Entwurf von Theodor Prüfer. In dieser Zeit war die Kirchengemeinde noch bis 1907 nach Rüdersdorf eingekircht und von 1907 bis 1921 als Tochterkirche von Rüdersdorf geführt. Nach dem Ersten Weltkrieg ließ der Berliner Natursteinunternehmer Karl Teich ein Denkmal für die Gefallenen errichten. Dieser besaß seit 1903 im Ort mehrere Villen. Um 1919 entstand am Nordhang des Kellerbergs ein Mausoleum für die Familie Teich. Im Jahr 1922 wurde die Kirchengemeinde zur Mutterkirche erhoben; im Jahr 1926 Klein Wall eingekircht.
Nach dem Zweiten Weltkrieg entschied sich die Kirchengemeinde in den 1950er Jahren zu einer Umgestaltung der Ausmalung. Die zuvor vorherrschenden Braun- und Blautöne wurden Grün- und Grautöne sowie weiß getünchte Wände ersetzt. Im Jahr 1960 erhielt das Bauwerk eine Orgel, Ende der 1970er Jahre wurde die Kanzel entfernt und der Steinfußboden mit Linoleum überzogen. Bei einer Sanierung im Jahr 2013 entfernten Handwerker diesen Belag wieder, bauten einen Terrakotta-Bodenbelag sowie eine neue Heizung ein und modernisierten die Elektrik und Beleuchtung.

## Baubeschreibung
Das Bauwerk entstand im Wesentlichen aus rötlichem Mauerstein. Die halbkreisförmige Apsis ist stark eingezogen. Sie besitzt vier große Rundbogenfenster sowie am Übergang zum Dach einen nach unten geöffneten Fries.
Daran schließt sich das Kirchenschiff an. Es hat einen rechteckigen Grundriss mit zwei Anbauten an seiner östlichen Seite. An der Ostwand sind zwei schmale und halbkreisförmige Blenden. Der darüberliegende Giebel ist mit weiteren Blenden reichhaltig verziert, die Ecken mit Fialen gekrönt. Die Nord- und Südwand des Kirchenschiffs wird durch je drei, zweifach getreppte Strebepfeiler in vier Segmente unterteilt. Am östlichen Segment befindet sich je ein kleiner, rechteckiger Vorbau, der durch ein Portal von Norden bzw. Süden her betreten werden kann. Oberhalb ist jeweils ein großes Ochsenauge. An den drei übrigen Segmenten befindet sich im unteren Bereich ein kleineres Ochsenauge, darüber eine rundbogenförmige Blende, in die zwei gekuppelte Rundbogenfenster sowie ein darüber liegendes Ochsenauge eingelassen wurde. An der westlichen Wand des Schiffs sind wiederum zwei rundbogenförmige Blenden. Der nördliche Anbau dient als Sakristei, der südliche als Vorhalle.
Nach Westen hin befindet sich eine weitere, deutlich größere Vorhalle mit einem Treppenhaus sowie einem rundbogenförmigen Zugang von der südlichen Seite. Darüber ist ein Rundbogenfenster. An der Westfassade wurde mittig eine Uhr eingelassen, darüber zwei gekuppelte Rundbogenfenster, während an der Nordseite die ebenfalls rundbogenförmige Öffnung als Blende ausgeführt wurde. Diese Vorhalle erhielt im Jahr 1927 ein Glockengeschoss mit je drei Klangarkaden an der Nord- und Südseite. Oberhalb des Westgiebels erhebt sich ein Dachreiter mit einem Glockentürmchen.

## Ausstattung
Die Kirchenausstattung stammt im Wesentlichen aus der Bauzeit der Kirche. Dazu gehören auch zwei Apostelfiguren, die der damals im Ort lebende Bildhauer Gotthold Riegelmann anfertigte. Auf der dreiseitigen, bemalten Empore steht eine zweimanualige Orgel mit Pedal aus der Werkstatt Schuke. Am Nordhang des Kellerbergs befindet sich die Grabstätte der Familie Teich; auf dem Waldfriedhof ein frei stehender Glockenstuhl mit einer Glocke aus der Zeit um 1250/1300.